# Solvognen
 Denne artikel omhandler bronzealderfundet. Opslagsordet har også en anden betydning, se Solvognen (teatergruppe).
Solvognen er et arkæologisk fund fra bronzealderen, der er udført i bronze og guld, der blev fundet i 1902. Solvognen er en hulstøbt hest, der trækker en solskive på en vogn. Hesten og skiven står på resterne af seks hjul, og både hest og skive har øskener til fastgørelse af liner. Solskiven er belagt med guld med fine mønstre i cirkelformede motiver.
Den blev fundet i Trundholm Mose i Nordvestsjælland, og er i dag udstillet på Nationalmuseet i København.
I 2009-serien af de danske 1000-kronesedler prydede solvognen den ene side.

## Beskrivelse
Solvognen blev fundet den 7. september 1902 i Trundholm Mose, Nørre Asmindrup Sogn i Odsherred i Nordvestsjælland af Niels Frederik Peter Willumsen i forbindelse med den første pløjning af mosen. Frederik Willumsen er begravet i Højby Kirke.
Den er blevet fremstillet i ét stykke ved formstøbning, og den måler omkring 54 cm × 35 cm × 29 cm.
Solvognen var beskadiget allerede i bronzealderen, da den sandsynligvis blev lagt i mosen som offergave. I 1998 afslørede en metaldetektor samme sted nye fragmenter af de seks hjul. Figuren er dateret til ældre bronzealder – ca. 1350 f.Kr.
Solvognen giver vidnesbyrd om bronzealderens religion, hvor solen var det centrale. Bronzealderens mennesker forestillede sig, at solen blev trukket over himlen om dagen. Om morgenen førte en fisk solen til et skib, som bar solen indtil middag. Her overtog solhesten og trak solen videre til eftermiddagsskibet. Til aften førte en slange solen til underverdenen, der lå under den flade jord. Hernede var solen mørk, mens den på natskibet blev bragt tilbage til morgenens udgangspunkt, hvor fisken atter overtog. Således blev dagens cyklus opretholdt i al evighed af solens hjælpere – fisken, hesten, slangen og skibene.
Solvognens begrebsverden støttes af flere helleristninger, samt dekorationer på rageknive (1100–500 f.Kr.). Den forgyldte solskive sidder på solvognen, så vognen bevæger sig fra venstre mod højre, altså i solens retning om dagen. Den modsatte side af solvognen mangler den forgyldte solskive – det er den mørklagte sol om natten på vej tilbage fra højre mod venstre til sit startsted ved solopgang. Solvognen illustrerer med sine to forskellige sider solens bevægelse i løbet af et døgn.
Både på helleristningerne og på rageknivene trækker hesten solen i en line. Hjulene på solvognen hører således ikke til fortællingen. Hjulene er påsat, for at solskiven og hesten ved rituelle ceremonier kunne køres frem og tilbage og gengive solens bevægelser.

## Galleri
- Forsiden af solvognen.
- Bagsiden af solvognen.
- Solvognshesten set oppefra.